# Île Fiorèse
L'île Fiorèse (auparavant dénommée le Taureau) est une île rocheuse de l'archipel de Pointe-Géologie (terre Adélie), situé en mer Dumont-d'Urville (océan Austral) au large du continent antarctique.

## Description
Située à 800 m au nord-ouest de l'île des Pétrels, l'île Fiorèse a la forme d'un croissant de 250 m de long sur 100 m de large enserrant une baie largement ouverte vers le nord-est. C'est la plus importante du groupe des Sept-Îles, qu'elle forme avec le Bélier, le Cancer, le Capricorne, les Poissons, le Sagittaire et le Scorpion. Elle culmine à 15 m d'altitude.

## Histoire
Depuis 1999, le nom de l'île fait hommage à Bruno Fiorèse, 37 ans, pilote d'hélicoptère de la compagnie Héli-Union, décédé dans l'accident d'hélicoptère du 8 février 1999 survenu au cœur de la base Dumont-d'Urville lors d'un vol à très courte distance entre L'Astrolabe, amarré au sud de l'île des Pétrels, et la base. L'accident a fait deux autres victimes. L'île était auparavant appelée le Taureau,.